# 神頼みしすぎて俺の未来がヤバい。
『神頼みしすぎて俺の未来がヤバい。』（かみだのみしすぎておれのみらいがヤバい）は、日本の美少女ゲーム。ゲームブランドのHulotteが制作したWindows PC版は2017年3月24日に、エンターグラムによるPS Vita版は同年11月22日にそれぞれ発売された。

## ゲーム内容
彼女のいない主人公・神林 始は女の子からの好感度を高めるため、いろいろなおまじないに勤しんでいた。そこへ「縁結びの神」と称する少女麗（声：南美優）がやってきて、真偽を疑うことなく数多のおまじないを試してしまった始の未来に警鐘を鳴らし、1年以内に恋人を見つけるよう忠告する。麗が紹介したのは3人のヒロインで、首相の娘で優等生の南雲 七海（声：土鳴苺）、アイドルで初心な性格の赤城 鈴奈（声：森谷こころ）、探偵のスキルに長けた周防 由香里（声：奏雨）であった。麗はヒロインとの間の縁の遠さを示す「縁カウント」を始に教え、始はそれを頼りにヒロインと結ばれることを目指していく。そのほかサブキャラクターとして七海の幼馴染みにあたる坂白 花夜（声：遥そら）、主人公の従姉妹で同じクラスに所属する神林 真央（声：くすはらゆい）、同じくクラスメイトで寮で同居する男友達・世永 泰然（声：マーガリン天狗）も登場する。

## 制作
本作の原画は池上茜が、シナリオの執筆は深山ユーキが手掛けた。音楽はPeak A Soul+が担当し、オープニングテーマ「Fate Line」・エンディングテーマ「キミのオト」はともにDucaが作詞・歌唱を、ANZIEが作曲・編曲を担当した。

## 反響
ユーザからの投票によって受賞作が決定する萌えゲーアワードでは、2017年3月度の月間賞投票において5位を獲得している。通信販売サイトGetchu.comでも2017年3月の美少女ゲームセールスランキングで5位となり、スタッフコメントでは本作がいわゆるキャラゲーであると言及し、「縁カウント」システムによって各ヒロインの特徴が暗示されている点について特筆した。一方、同サイトの2017年上半期および通年セールスランキングでは上位にランクインしなかった。